# Výkleky

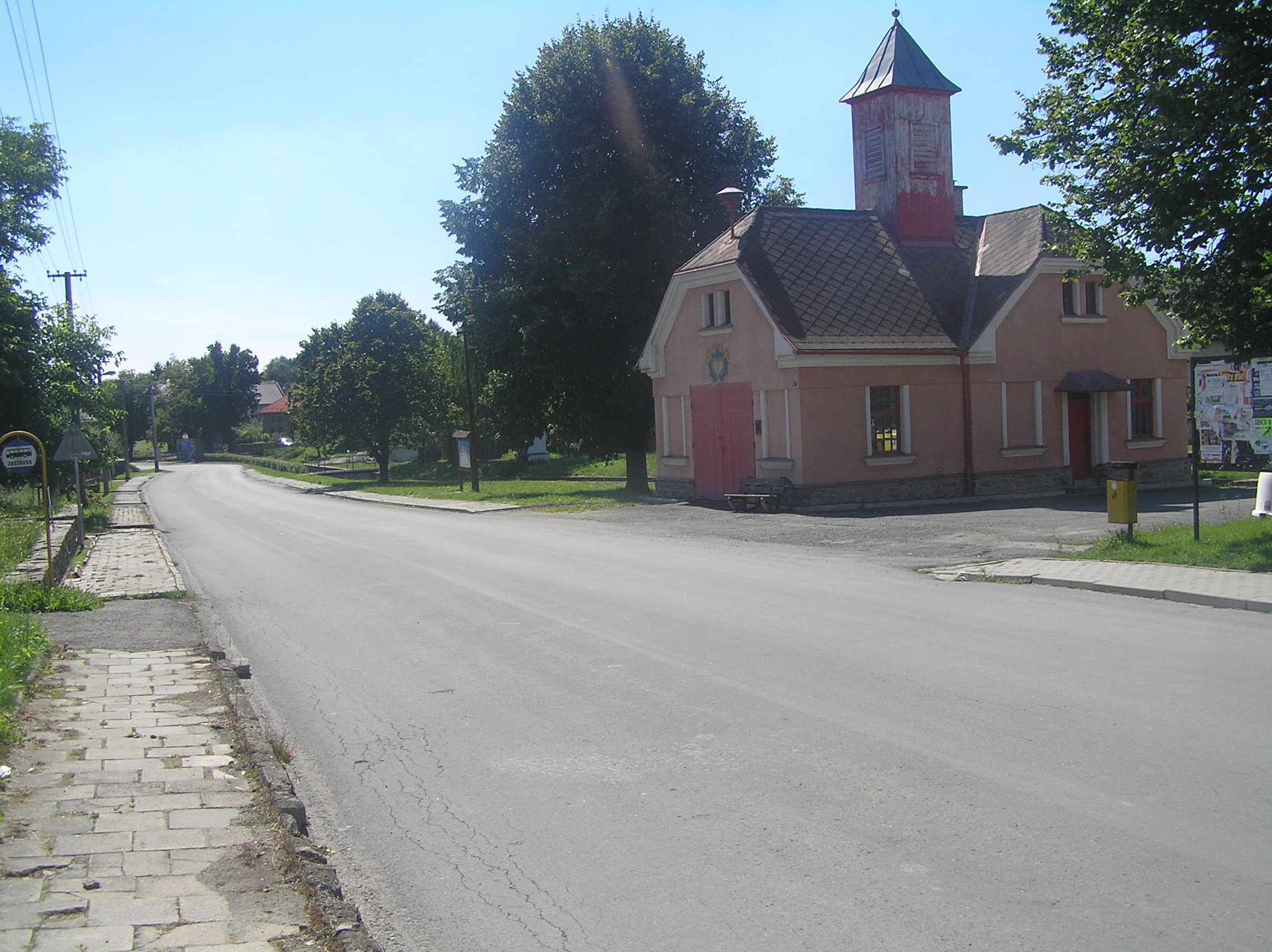
Spritzenhaus

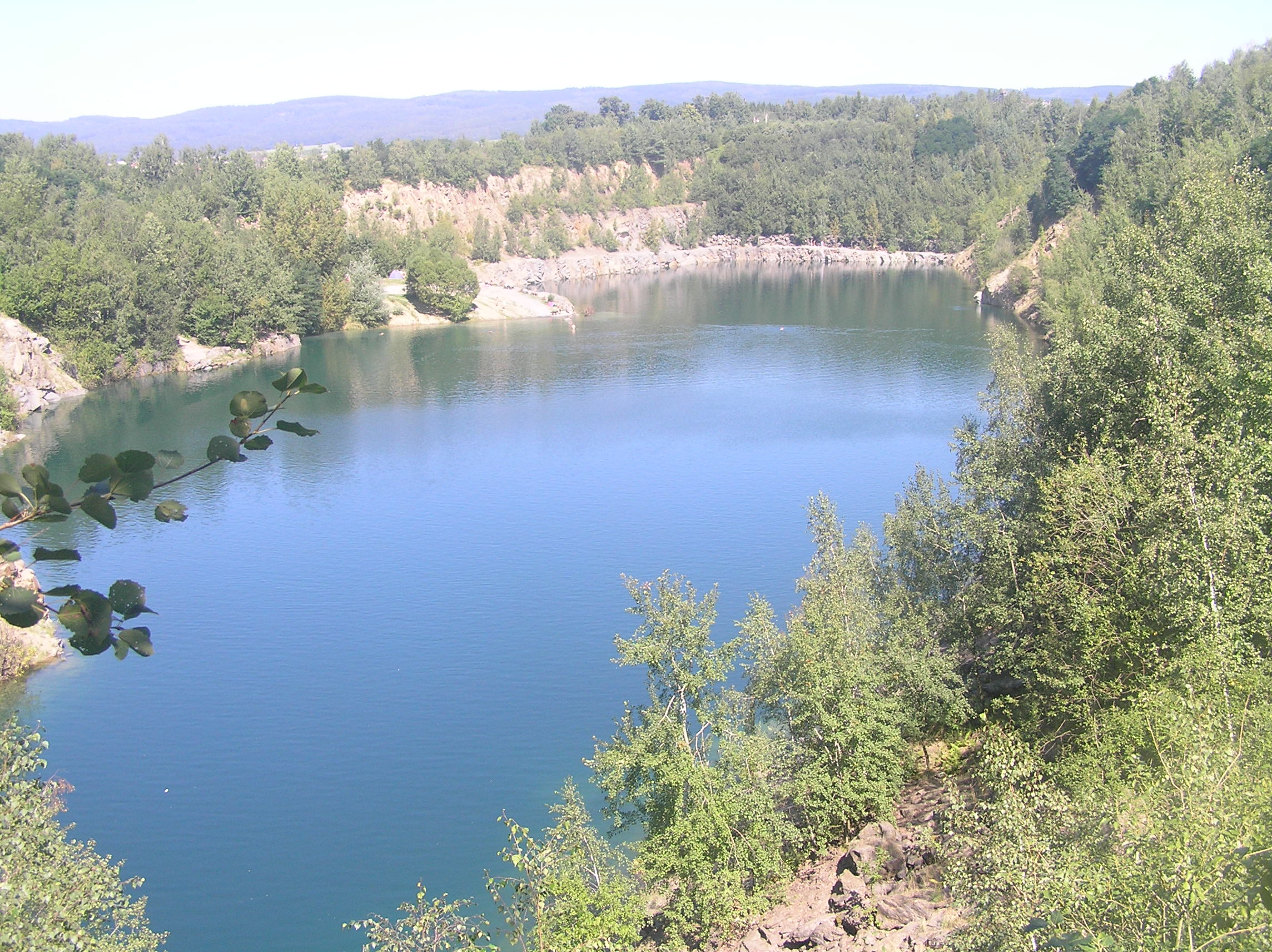
Steinbruchsee

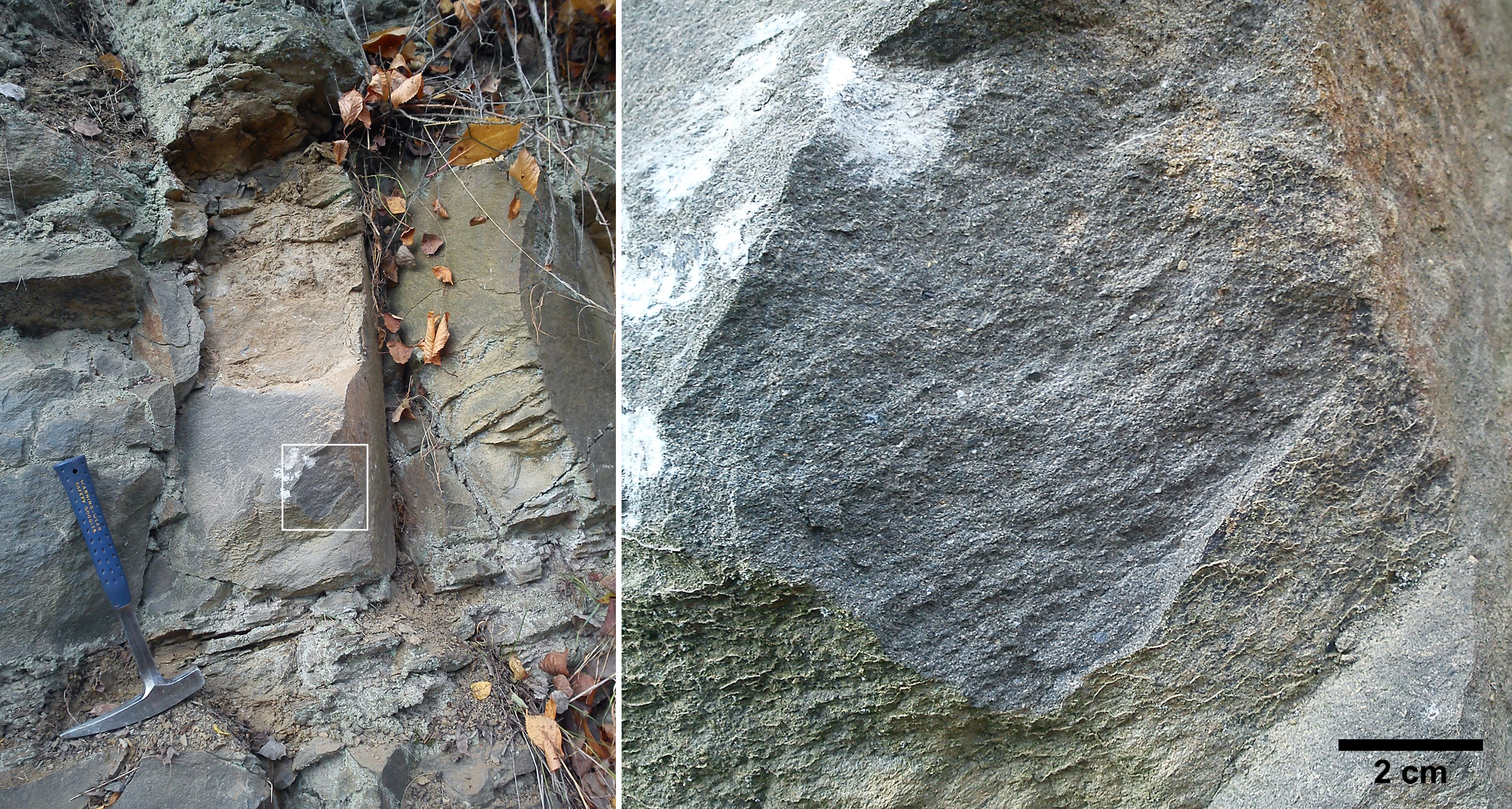
Anstehende Grauwacken und Tonschiefer (links) und Nahaufnahme einer Grauwacke (rechts) im auflässigen Steinbruch

Výkleky (deutsch Wiklek) ist eine Gemeinde in Tschechien. Sie liegt acht Kilometer nordwestlich von Lipník nad Bečvou und gehört zum Okres Přerov.

## Geographie
Výkleky erstreckt sich südlich der Oderberge im Tirschitzer Hügelland (Tršická pahorkatina) entlang des Baches Kyjanka, der unterhalb des Dorfes in die Říka einmündet. Östlich des Ortes befindet sich der Steinbruchsee Výkleky.
Nachbarorte sind Olešnický Mlýn, Velký Újezd und Vrchní Pila im Norden, Staměřice, Zavadilka und Skoky im Osten, Dolní Újezd, Tupec und Veselíčko im Südosten, Pančava, Stání, Svrčov, Hýk, Hambálek und Lazníky im Süden, Lazníčky, Zákřov und Tršice im Südwesten, Olešnice, Vacanovice und Doloplazy im Westen sowie Přáslavice und Daskabát im Nordwesten.

## Geschichte
Die erste urkundliche Erwähnung von Wikleck erfolgte 1258, als der Olmützer Bischof Bruno von Schauenburg den zu den bischöflichen Tafelgütern gehörigen Teil des Dorfes dem Kapitulardekanat Olmütz schenkte. Der andere Teil war der Burg Helfenstein untertänig. Eine auf 1203 datierte Ersterwähnung von Wiklek hat sich als Falsifikat erwiesen. Im Jahre 1415 wurde der Ort als Výkleky bezeichnet. 1447 verkaufte Georg von Krawarn die Burg mit allem Zubehör, darunter auch einem Teil von Wykleky an Wok von Sovinec. Als Johann von Pernstein auf Helfenstein 1548 einen Teil der Herrschaft mit dem Markt Horní Újezd mit weiteren Dörfern an Erasmus von Bobolusk auf Veselíčko veräußerte, gehörten die sechs Untertanen des Helfensteiner Anteils von Vajklecy dazu. Im Jahre 1573 erwarben die Podstatzky von Prusinowitz Veselíčko. Die Matriken wurden seit 1666 in Tršice geführt. Der Anteil des Kapitulardekanats war bis 1676 als Präbende ausgewiesen und wurde danach Teil der Olmützer Kapitulargüter. Die Fronverpflichtungen der als „Knížáci“ bezeichneten Bewohner der Kapitularseite waren etwas geringer als die der nach Veselíčko untertänigen „Panťáci“. Weitere Namensformen waren Výkleky, Wiklek (1676), Vékleky (1719) und Vicleca (1863). Im Jahre 1794 bestand das Dorf aus 34 Häusern und hatte 236 Einwohner. Bis zur Mitte des 19. Jahrhunderts blieb das Dorf immer anteilig zum Olmützer Kapitel und den Grafen von Podstatzky-Liechtenstein auf Veselíčko untertänig.
Nach der Aufhebung der Patrimonialherrschaften wurden beide Anteile ab 1850 zu einer Gemeinde Výkleky/Wiklek in der Bezirkshauptmannschaft Mährisch Weißkirchen vereint. Im Jahre 1855 wurde die Gemeinde dem Bezirk Leipnik zugeordnet, ab 1868 gehörte sie wieder zum Bezirk Mährisch Weißkirchen. 1862 entstand ein Steinbruch. Bei einem Großfeuer brannte 1868 das halbe Dorf nieder. Nachdem seitens der Einwohner bereits 1819 und 1850 erfolglos um eine Umpfarrung nach Velký Újezd ersucht worden war, wurde Výkleky schließlich 1884 von Tršice nach Velký Újezd umgepfarrt. Výkleky bestand im Jahre 1900 aus 64 Häusern und hatte 392 Einwohner. 1908 entstand in dem Dorf eine eigene Schule, zuvor wurde in Lazníčky und Tršice unterrichtet. 1915 wurde ein zweiter Steinbruch aufgenommen und 1946 folgte ein dritter. Die Freiwillige Feuerwehr bildete sich 1928. 1930 war der Ort auf 90 Häuser angewachsen, in denen 453 Personen lebten. Im Jahre 1938 schlossen sich die Steinbruchsarbeiter in einer Knappschaft zusammen. 1948 nahm ein Sägewerk den Betrieb auf. 1950 lebten in den 90 Häusern von Výkleky 391 Menschen. Im Zuge der Gebietsreform von 1960 und der Auflösung des Okres Hranice wurde Výkleky zum 1. Januar 1961 dem Okres Přerov zugeordnet. 1976 wurde Výkleky an den Örtlichen Nationalausschuss Lazníky angeschlossen und 1983 gänzlich eingemeindet. Seit Beginn des Jahres 1992 bildet Výkleky wieder eine eigene Gemeinde. Im Kindergarten und drei Einfamilienhäusern wurde 1996 das Eindringen von Radon unterbunden. Heute arbeitet ein Großteil der Bewohner in den Industriebetrieben von Mariánské Údolí und Přerov.

## Wappen
Die Farben Rot und Silber im Wappen von Výkleky symbolisieren das Bistum Olmütz, Blau und Gold stehen für Erasmus von Bobolusk. Der Fäustel und Pickel weisen auf die Steinbrechertradition hin.

## Gemeindegliederung
Für die Gemeinde Výkleky sind keine Ortsteile ausgewiesen.

## Geologie und Rohstoffe
Výkleky liegt in einem Ausbiss des Moravosilesischen Paläozoikums der Böhmischen Masse. Dieses ist vor Ort durch unterkarbonische Grauwacken repräsentiert, die mit geringmächtigen Tonschiefern wechselgelagert sind. Die Grauwacken wurden und werden östlich der Gemeinde in zwei Steinbrüchen abgebaut. Der nördliche der beiden Steinbrüche ist der aktive, der südliche ist stillgelegt (aufgelassen) und mit Wasser gefüllt. Dieser Steinbruchsee, in dem unter anderem Süßwasserquallen leben, wird heute zum Baden genutzt.

## Sehenswürdigkeiten
- Kapelle des hl. Antonius von Padua, im südlichen Teil des Dorfes unter einer Baumgruppe, erbaut 1898 anlässlich des 50. Thronjubiläums Kaiser Franz Joseph I. anstelle eines hölzernen Glockenturmes
- Bildstock in der Flur Na Močidlech, errichtet zum Gedenken an die Gefallenen der Napoleonischen Kriege

## Söhne und Töchter der Gemeinde
- Jan Calábek (1903–1992), Pflanzenphysiologe, Pädagoge, Dokumentarfilmer und -regisseur, Wegbereiter der wissenschaftlichen Kinematographie